# Гидропероксосульфат натрия
Гидропероксосульфа́т на́трия — неорганическое соединение,
кислая соль натрия и пероксомоносерной кислоты с формулой {\displaystyle {\ce {NaHSO5}}},
бесцветные кристаллы,
растворяется в воде.

## Получение
- Нейтрализация пероксомоносерной кислоты гидроксидом натрия:

{\displaystyle {\mathsf {NaOH+H_{2}SO_{5}\ {\xrightarrow {}}\ NaHSO_{5}+H_{2}O}}}

## Физические свойства
Гидропероксосульфат натрия образует бесцветные кристаллы.
Растворяется в воде.

## Применение
- Отбеливание тканей.